# Natação nos Jogos Olímpicos de Verão da Juventude de 2010 - 4x100 m medley masculino
As provas do revezamento/estafetas 4x100 metros medley masculino da natação nos Jogos Olímpicos de Verão da Juventude de 2010 foram realizadas no dia 18 de agosto, na Escola dos Desportos, em Cingapura. Equipes de 13 países estavam inscritas neste evento.

## Medalhistas
|  | AUS Austrália                                          |  | FRA França                                                  |  | GER Alemanha                                                       |
|  | Max Ackermann Nicholas Schafer Kenneth To Justin James |  | Ganesh Pedurand Thomas Rabeisen Jordan Coelho Medhy Metella |  | Christian Diener Christian vom Lehn Melvin Herrmann Kevin Leithold |

## Equipes
| Equipe            | Integrantes                                                        | Equipe     | Integrantes                                                             | Equipe      | Integrantes                                                  |
| ----------------- | ------------------------------------------------------------------ | ---------- | ----------------------------------------------------------------------- | ----------- | ------------------------------------------------------------ |
| RSA África do Sul | Murray McDougall Dylan Bosch Chad le Clos Pierre Keune             | CHN China  | He Jianbin Wang Ximing Sun Bowei Dai Jun                                | HUN Hungria | Péter Bernek Zsombor Szána Bence Biczó Balázs Zámbó          |
| GER Alemanha      | Christian Diener Christian vom Lehn Melvin Herrmann Kevin Leithold | Cingapura  | Rainer Kai Wee Ng Sheng Jun Pang Yong En Clement Lim Arren Xin Hui Quek | ITA Itália  | Simone Geni Flavio Bizzarri Tommaso Romani Alessio Torlai    |
| AUS Austrália     | Max Ackermann Nicholas Schafer Kenneth To Justin James             | EUA        | Steve Schmuhl Austin Ringquist Erich Peske Thomas Stephens              | JPN Japão   | Yusuke Yamagishi Tatsunari Shoda Jun Isaji Takahiro Tsutsumi |
| BRA Brasil        | Victor Rodrigues Pedro Costa Pedro de Souza Vinicius Borges        | FRA França | Ganesh Pedurand Thomas Rabeisen Jordan Coelho Medhy Metella             | RUS Rússia  | Alexey Atsapkin Anton Lobanov Ilya Lemaev Andrey Ushakov     |
| CAN Canadá        | Jeremy Bagshaw Chad Bobrosky Thomas Jobin Kyle McIntee             |            |                                                                         |             |                                                              |

## Eliminatórias

### Eliminatória 1
| Pos. | Raia | País              | Tempo   | Notas |
| ---- | ---- | ----------------- | ------- | ----- |
| 1    | 4    | FRA França        | 3:47.30 | Q     |
| 2    | 3    | CHN China         | 3:48.49 | Q     |
| 3    | 7    | RSA África do Sul | 3:48.89 | Q     |
| 4    | 6    | HUN Hungria       | 3:49.19 | Q     |
| 5    | 2    | JPN Japão         | 3:52.55 |       |
| 6    | 5    | CAN Canadá        | 3:58.65 |       |

### Eliminatória 2
| Pos. | Raia | País               | Tempo   | Notas      |
| ---- | ---- | ------------------ | ------- | ---------- |
| 1    | 4    | AUS Austrália      | 3:45.05 | Q          |
| 2    | 6    | GER Alemanha       | 3:45.70 | Q          |
| 3    | 7    | RUS Rússia         | 3:46.48 | Q          |
| 4    | 2    | ITA Itália         | 3:49.80 | Q          |
| 5    | 5    | SIN Singapura      | 3:52.89 |            |
| 6    | 1    | USA Estados Unidos | 3:52.98 |            |
|      | 3    | BRA Brasil         |         | Não largou |

## Final
| Pos.              | Raia | País              | Tempo   | Notas |
| ----------------- | ---- | ----------------- | ------- | ----- |
| Medalha de ouro   | 4    | AUS Austrália     | 3:42.50 |       |
| Medalha de prata  | 6    | FRA França        | 3:43.84 |       |
| Medalha de bronze | 5    | GER Alemanha      | 3:44.22 |       |
| 4                 | 2    | CHN China         | 3:44.51 |       |
| 5                 | 3    | RUS Rússia        | 3:44.65 |       |
| 6                 | 7    | RSA África do Sul | 3:45.80 |       |
| 7                 | 1    | HUN Hungria       | 3:47.27 |       |
| 8                 | 8    | ITA Itália        | 3:48.45 |       |